# Lobster Films
Pour les articles homonymes, voir Lobster (homonymie).
Lobster Films est une entreprise française de restauration, édition et production de films. Elle a été fondée en 1985 par Serge Bromberg.
La collection Lobster Films regroupe aujourd'hui[Quand ?] plus de 20 000 titres numérisés s'étalant de 1895 aux années 1960.
La société est mise en liquidation judiciaire le 25 juillet 2023.
FPA France est monté pour reprendre ses activités.

## Historique
Au-delà de la restauration image, Lobster Films fut la première société à restaurer le son des films de cinéma, une activité à présent développée en liaison avec le groupe Eclair, dans le département L.E. Diapason, filiale de Lobster Films.
Avec sa société sœur Steamboat Films, Lobster Films produit différents programmes : la collection Design, films de 26 minutes consacrés aux grands objets du siècle, en coproduction avec le centre Georges Pompidou et diffusé sur Arte.
Le premier long métrage de Lobster Films, L'Enfer d'Henri-Georges Clouzot (2009) a obtenu plus de 20 récompenses internationales, dont une sélection officielle (Hors Compétition) au Festival de Cannes 2009 et un César 2010 du meilleur film documentaire.

## Spectacle: Retour de Flamme
Depuis 1992, Lobster Films développe aussi des spectacles, Retour de Flamme, animés par Serge Bromberg. Ces spectacles présentent des classiques oubliés du cinéma. Les films muets sont accompagnés par Serge Bromberg au piano. De nombreux invités ont participé à ces spectacles, dont Michel Hazanavicius et Bérénice Béjo, Patrick Brion, Eric Garandeau, Shirley et Dino, Emily Loizeau, Thierry Frémaux, Daniel Costelle.

## Restaurations notables
- Chaplin Project - Keystone Essanay Mutual : Intégral des courts métrages de Charlie Chaplin de 1914 à 1917[4]
- Le Voyage dans la Lune de Georges Méliès
- J'accuse, film d'Abel Gance, sorti en 1919
- L'Inhumaine, film de Marcel L'Herbier, sorti en 1924[5]
- Soviet, en avant !, film de Dziga Vertov, sorti en 1926

## Édition DVD
Depuis 2002, Lobster Films participe à l’édition de classiques du cinéma sous forme de DVD et de Blu-Ray, avec notamment sa propre collection appelé « Retour de flamme ».
Cette collection tire son nom de par son ambition de sauver des flammes les films anciens tournés sur pellicule nitrate inflammable, pour faire connaître au plus grand nombre, des classiques insoupçonnés du cinéma, ou encore des films qu'on croyait perdus.

### Éditions notables
- Le Voyage extraordinaire + Le voyage dans la lune en couleurs - Georges Méliès - 2012 [DVD et Blu-Ray] [6]

## Editions Livres
Nonsense et cinéma, Antoine Angé dit Kokopello, 2018.
RKO, 30 ans d'Hollywood, Emile Mahler et Serge Bromberg, 2018
Cuisine & cinéma, Emile Mahler, 2018
Lexinéma, Christopher Marco, 2019
Mario Bava, le magicien des couleurs, Gérald Duchaussoy et Romain Vandestichele, 2019
Inhumaine (L')Une histoire féérique vue par Marcel L'Herbier, Emile Mahler, Serge Bromberg et Mireille Beaulieu, 2020
RKO Radio Pictures, Naissance d'un titan, Richard B. Jewell, traduction Pierre-Henri Loÿs, 2021
Clap de fin, Le déclin de la RKO radio pictures, Richard B. Jewell, traduction Pierre-Henri Loÿs, 2021